# 新田時也
新田 時也（にった ときや 1964年（昭和39年） - ）は日本の観光経済学者。博士（工学）。

## 役職
- 東海大学経営学部観光ビジネス学科准教授
- 特定非営利活動法人フードツーリズム研究所理事長

## 略歴
広島県広島市に生まれる。1990年（平成2年）3月 - 東京学芸大学卒業。
1996年（平成8年） - 亜細亜大学大学院経済学研究科博士後期課程単位修得退学。
2010年（平成22年）3月 - 静岡大学より博士（工学）を授与される（「生物進化と持続可能性社会システムの研究：集団と個の最適化比較」）。
2011年（平成23年）10月5日 - 特定非営利活動法人フードツーリズム研究所理事長に就任。
2012年（平成24年）4月1日 - 東海大学海洋学部専任講師から准教授に昇任。2013年（平成25年）4月1日 - 東海大学海洋学部准教授から同大学経営学部観光ビジネス学科准教授へ移籍。

## 論文
- 新田時也・飯田節男・宇田川大介・永井沙蓉「熊本と静岡の広域観光連携における構想私案：水前寺と人吉」『東海大学経営学部紀要2012』（2013年 東海大学経営学部）